# Flüebach (Dünnern)
Der Flüebach ist ein knapp eineinhalb Kilometer langer, nordnordwestlicher und linker Zufluss der Dünnern im Kanton Solothurn.

## Geographie

### Verlauf
Der Flüebach, von manchen auch Dorfbach genannt, entspringt der Egerkinger Flüematt auf einer Höhe von etwa 605 m ü. M. in einer Waldwiese gut einen halben Kilometer nördlich von Egerkingen.
Der Flüebach ergiesst sich vom Quellgebiet in südlicher Richtung über die steile und markante Felswand der Flüe hinunter. Nach ungefähr 250 wird er auf seiner rechten Seite von einem zweiten Quellast verstärkt. Er fliesst nun südostwärts und bildet knapp 100 m bachabwärts den Flüebachweiher. In diesen Weiher mündet auch der aus dem Ost-Nordosten kommende Tellibach.
Er eilt nun in fast südlicher Richtung durch Waldgelände hinunter ins Dorf, verläuft dort grösstenteils eingedolt oder überbaut und mündet schliesslich auf einer Höhe von 430 m ü. M. von links und Nord-Nordwesten in die aus dem Südwesten heranziehende Dünnern.
Sein etwa 1,3 km langer Lauf endet circa 175 Höhenmeter unterhalb seiner Quelle, er hat somit ein mittleres Sohlgefälle von ungefähr 14 %.

### Zuflüsse
- Tellibach (links), 0,5 km